# Cesco Magnolato
Cesco Magnolato (Noventa di Piave, 22 ottobre 1926 – San Donà di Piave, 12 dicembre 2022) è stato un pittore e incisore italiano.

## Carriera
Magnolato nasce a Noventa di Piave nel 1926. Dopo tre anni, nel 1929, la sua famiglia si trasferisce a San Donà di Piave. Con un padre commerciante, Magnolato è dalla sua tenera età in contatto con le difficoltà sociali dei lavoratori, degli artigiani e dei contadini. Compiute le scuole elementari e media a San Donà, nei primi anni 1940 si sposta a Venezia per frequentare il Liceo artistico (dove consegue la maturità artistica) e, successivamente, il corso di pittura dell'Accademia di belle arti di Venezia (dove consegue il diploma di pittura). Tra i suoi maestri si ricordano Guido Cadorin e Giovanni Giuliani per l'incisione. Dopo gli studi è impiegato da alcune vetrerie di Murano come disegnatore di vetri.

A partire dal 1952, lavora come assistente di Giovanni Giuliani alla cattedra d'incisione dell'Accademia di belle arti di Venezia e, più tardi, diventerà titolare della stessa cattedra fino al 1984. Nel 1956, sotto il patrocinio della Fondazione Bevilacqua La Masa, il Comune di Venezia gli assegna, per meriti artistici, uno studio a Palazzo Carminati, che terrà fino al 1959, assieme ad altri giovani artisti veneziani, tra cui Albino Lucatello. Nel 1960 partecipa a Venezia alla mostra Sette pittori d'oggi con Alberto Gianquinto e Riccardo Licata. Alla fine degli anni 1970 insieme ad artisti come Giulio Belluz, Graziano Gozzo, Mario Pauletto e Gina Roma fonda l'Associazione Incisori Veneto-Friulani.
Magnolato ha ricevuto vari premi, tra i quali nel 1954 il 1º premio per l'incisione alla XXVI Biennale di Venezia.
Alla fine degli anni Settanta, insieme con artisti come Giulio Belluz, Graziano Gozzo, Mario Pauletto e Gina Roma, fonda l'Unione degli incisori veneto-friulani. Nel 2009 partecipa con altri quattordici artisti veneti alla mostra Grafica a Nord Est. Incisori veneto friulani, definita come la "rassegna dei massimi incisori operanti nel Triveneto negli ultimi decenni", tenutasi a Pordenone e organizzata in collaborazione con l'Unione degli incisori Veneto-friulani.
Ha ricevuto vari premi, tra i quali nel 1954 il 1º premio per l'incisione alla XXVI Biennale d'Arte di Venezia. Sue opere si trovano al Victoria and Albert Museum di Londra, al Museo delle Belle Arti “Puskin” a Mosca, presso le "Collezioni Accademia di Belle Arti" a Berlino, nella Galleria d’Arte dell’Accademia di Lugano.

## Stile
Magnolato ha lavorato con varie tecniche: tela, disegno, incisione, acquaforte e acquatinta.
Nelle opere di Magnolato si ritrova "l'epopea del mondo contadino del basso Piave", "La natura, ricca ed esuberante, è raccontata attraverso vari elementi: girasoli, campi di granoturco, canne, radici dissipate dal terreno, foglie, gelsi, ed è protagonista incontrastata assieme all'uomo".
Un'altra fonte d'ispirazione di Magnolato è la laguna di Venezia; secondo Ludovica Cantarutti, "Magnolato ha la luce della Laguna incarnata nel suo essere pittore".